# A2B Australia
A2B Australia (ранее Cabcharge Australia) — австралийская компания, оператор такси. Основана в 1976 году Реджем Кермодом. В апреле 2024 года поглощена сингапурской ComfortDelGro Group в лице их дочерней компании ComfortDelGro Australia.

## История
Cabcharge Australia была основана как альтернатива системе расчёта наличными в сфере такси в Сиднее в 1976 году. В 1999 году прошла регистрацию на Австралийской фондовой бирже (ASX: A2B).
В 2001 году создала в Великобритании совместное с сингапурской корпорацией DelGro (ныне ComfortDelGro) предприятие CityFleet Networks (бронирование и диспетчеризация такси и частных транспортных средств). Доля акций Cabcharge Australia в нём составляла 49 %.
В январе 2002 года приобрела Combined Communications Network для предоставления услуг бронирования и диспетчеризации такси в Сиднее.
В марте 2003 года поглотила Black Cabs, вторую по величине таксомоторную компанию Мельбурна. Следом за ней приобрела мельбурнские компании Newcastle Taxis и Arrow Taxis.
В 2005 году создала в Австралии ещё одно совместное предприятие с ComfortDelGro — ComfortDelGro Cabcharge (CDC; крупнейший частный автобусный оператор Австралии; доля акций Cabcharge Australia — 49 %). CDC вскоре приобрела компании Hillsbus, Westbus и Blue Ribbon. В 2009 году CDC ещё расширилась за счёт приобретения других автобусных предприятий, в частности, Kefford Corporation в штате Виктория.
В 2008 году Cabcharge Australia основала компанию EFT Solutions, которая разрабатывает программное обеспечение как для платёжной системы Cabcharge, так и для платёжных систем других клиентов, включая крупные банки и розничных торговцев.
В феврале 2017 года Cabcharge Australia продала свою долю акций CDC ComfortDelGro.
В октябре 2018 года было объявлено, что компания будет переименована в A2B Australia. Предложение об изменении названия было принято акционерами на общем годовом собрании в ноябре 2018 года.
В декабре 2023 года A2B Australia заключила соглашение о продаже бизнеса ComfortDelGro Australia при условии одобрения акционеров и регулирующих органов. 11 апреля 2024 года ComfortDelGro Australia объявила о завершении покупки компании.

## Бизнес-модель
Операционная деятельность A2B Australia включает в себя:
- Бронирование и диспетчеризацию такси.
- Предоставление решений для обработки платежей, в частности, платежной системы Cabcharge, которая позволяет производить безналичные расчёты за такси.
- Разработку и поставку оборудования и программного обеспечения, связанного с такси, включая системы видеонаблюдения, таксометры и оборудование для обработки транзакций.
- Предложение дополнительных услуг владельцам такси и водителям, таких как аренда автомобилей, страхование и обучение.

### Дочерние компании и бренды
- Combined Communications Network[2] — бронирование и диспетчеризация такси.
- 13cabs[англ.][12] — одна из крупнейших сетей такси в Австралии, известная своим широким присутствием и цифровыми платформами бронирования.
- Silver Service[12] — премиум-бренд такси, обслуживающий более дорогие транспортные потребности.

### Финансовые показатели
Доходы компании в основном поступают от сетевых подписок и комиссий за обработку платежей.
В 2023 году A2B Australia сообщила о выручке в размере 147 миллионов австралийских долларов и чистой прибыли в размере 27 миллионов австралийских долларов.

## Критика
Компания подвергалась жёсткой критике со стороны расследователей и регулирующих органов за хищническое ценообразование, особенно в отношении платежной системы Cabcharge и комиссионных, взимаемых с безналичных платежей за проезд в такси.
В 2010 году компания была оштрафована Федеральным судом Австралии по иску Австралийской комиссии по вопросам конкуренции и защиты потребителей на 15 миллионов австралийских долларов (14 миллионов в качестве гражданских штрафов и 1 миллион в качестве судебных издержек) за антиконкурентную практику. Это наказание стало самым высоким штрафом за злоупотребление рыночной властью в судебной истории Австралии. С тех пор нормативные изменения снизили максимально допустимую комиссию за платежи по карте до 5 % в таких ключевых штатах, как Виктория и Новый Южный Уэльс.
Бывший генеральный директор Cabcharge Australia Редж Кермод был объектом продолжительной критики со стороны журналиста Sydney Morning Herald Линтона Бессера. Бессер называл Кермода «Царём такси» (англ. The Taxi Tsar) и утверждал, что Cabcharge Australia и Кермод «наряду с другими крупными игроками отрасли» получали миллионные прибыли от мошеннических схем, используя политические и бюрократические связи и «фаворитизм, растянувшийся на поколение».